# Maja Johansson (fotbollsspelare född 2005)
Maja Johansson, född 18 maj 2005, är en svensk fotbollsspelare (mittfältare/anfallare).
Johansson kommer från Vallentuna och inledde sin fotbollskarriär där innan hon som 14-åring gick till AIK:s ungdomsverksamhet. Hon debuterade i AIK:s A-lag den 20 juni 2021, då hon byttes in i en bortaförlust mot BK Häcken FF. Under gymnasietiden bodde Johansson ett år i Paris, och spelade då i den franska F19-serien. 2024 var hon ordinarie i AIK i Damallsvenskan, då hon spelade 20 seriematcher (3 mål och 4 assist) för klubben.
Efter säsongen 2024 meddelades att Johansson var klar för svenska mästarna FC Rosengård, där hon skrev på ett treårskontrakt.
Johansson har spelat flera U17- och U19-landskamper för Sverige. FC Rosengårds sportchef Emelie Lundberg beskriver henne som en kreativ spelare som kan bryta mönster.